# Eleccions legislatives d'Israel de 2021
Les eleccions legislatives d'Israel de 2021, les vint-i-quatrenes de l'Estat d'Israel, foren convocades per a elegir els diputats de la Kenésset, el parlament israelià, per a un mandat de quatre anys. Se celebraren el 23 de març de 2021. Van ser les quartes eleccions en dos anys a causa de la incapacitat per a formar un govern estable.

## Context

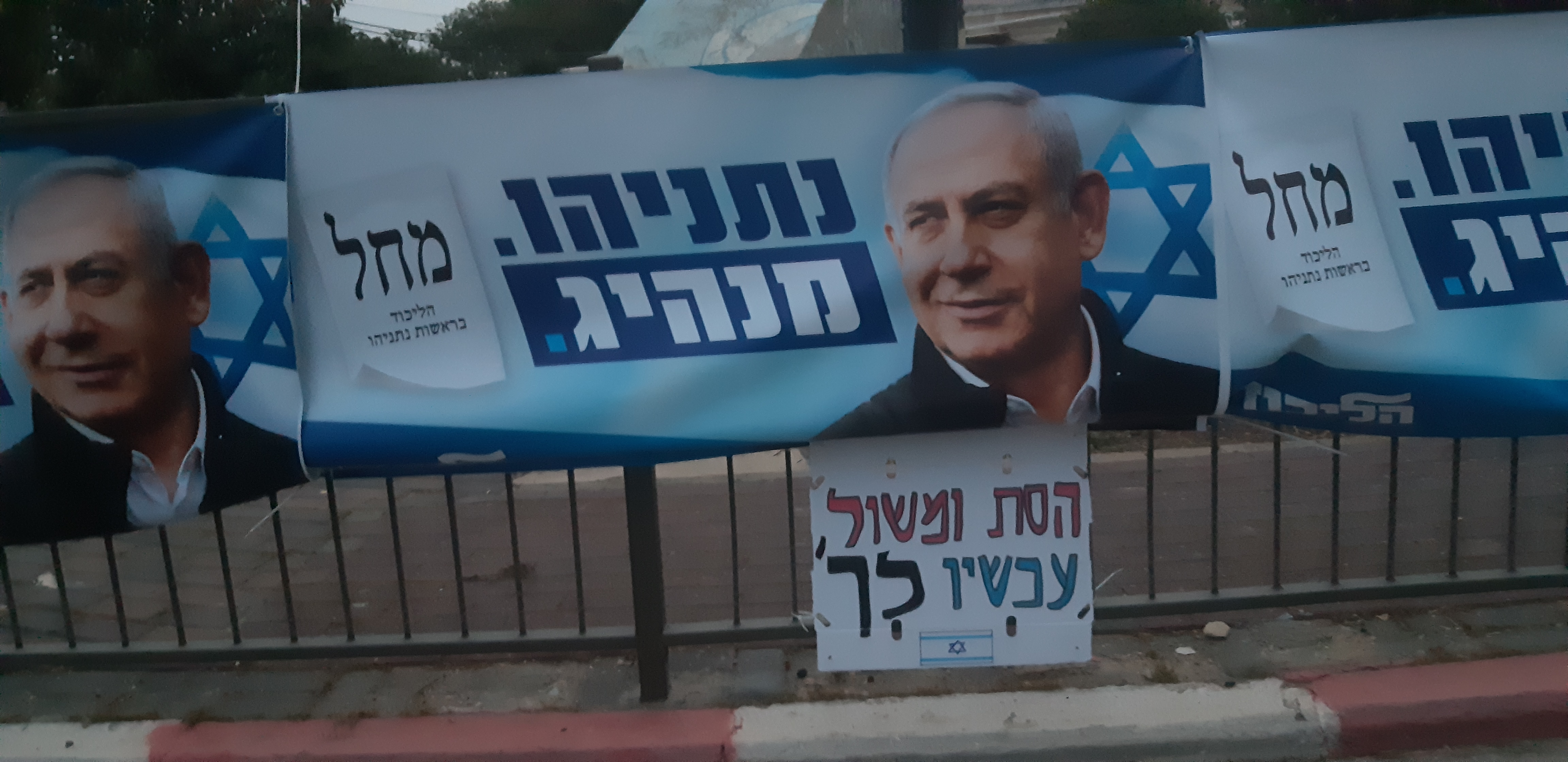
Pancartes de la campanya de Binyamín Netanyahu a la ciutat de Neixer

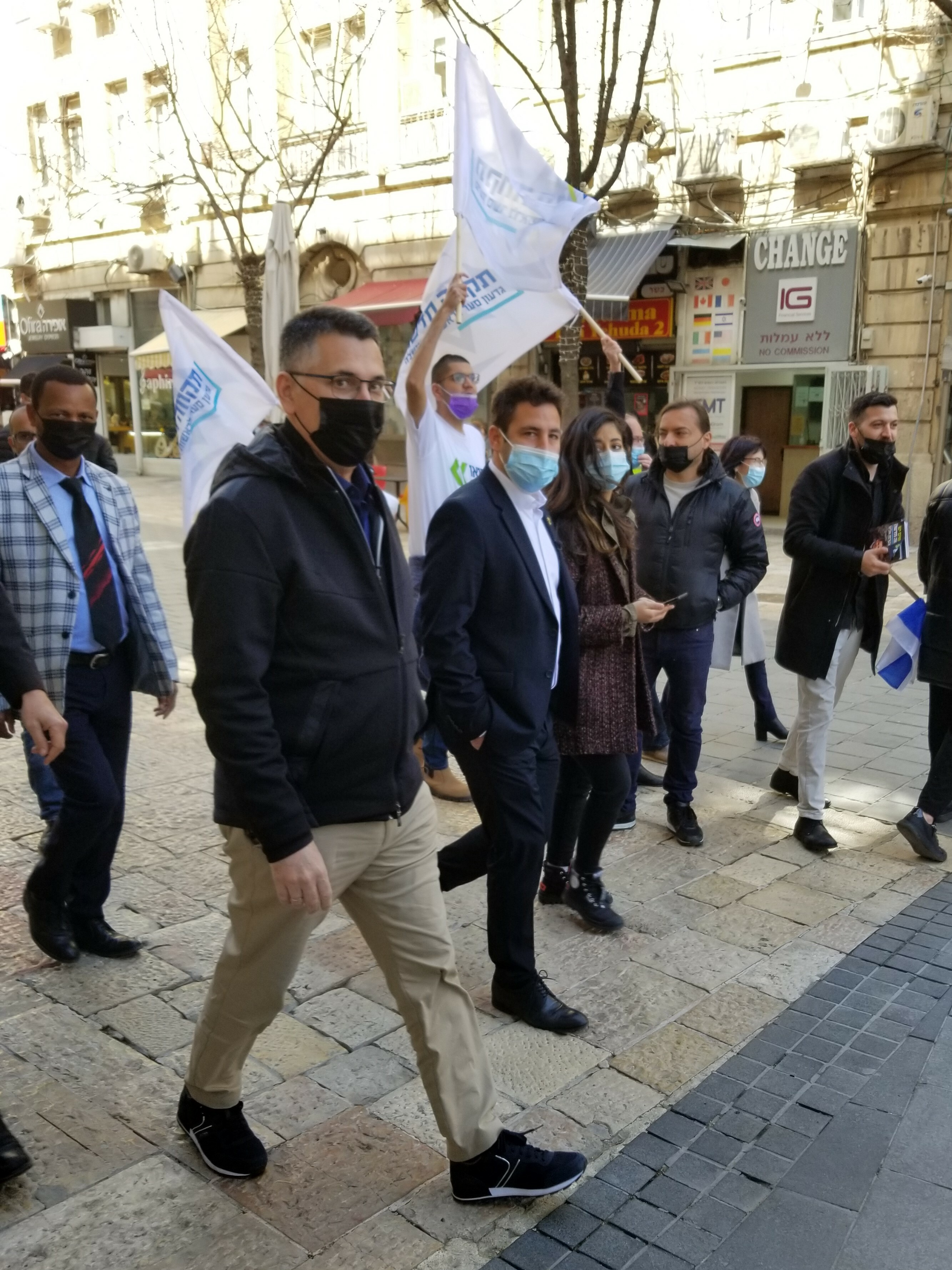
Gideon Sa'ar fent campanya amb membres del seu nou partit Nova Esperança

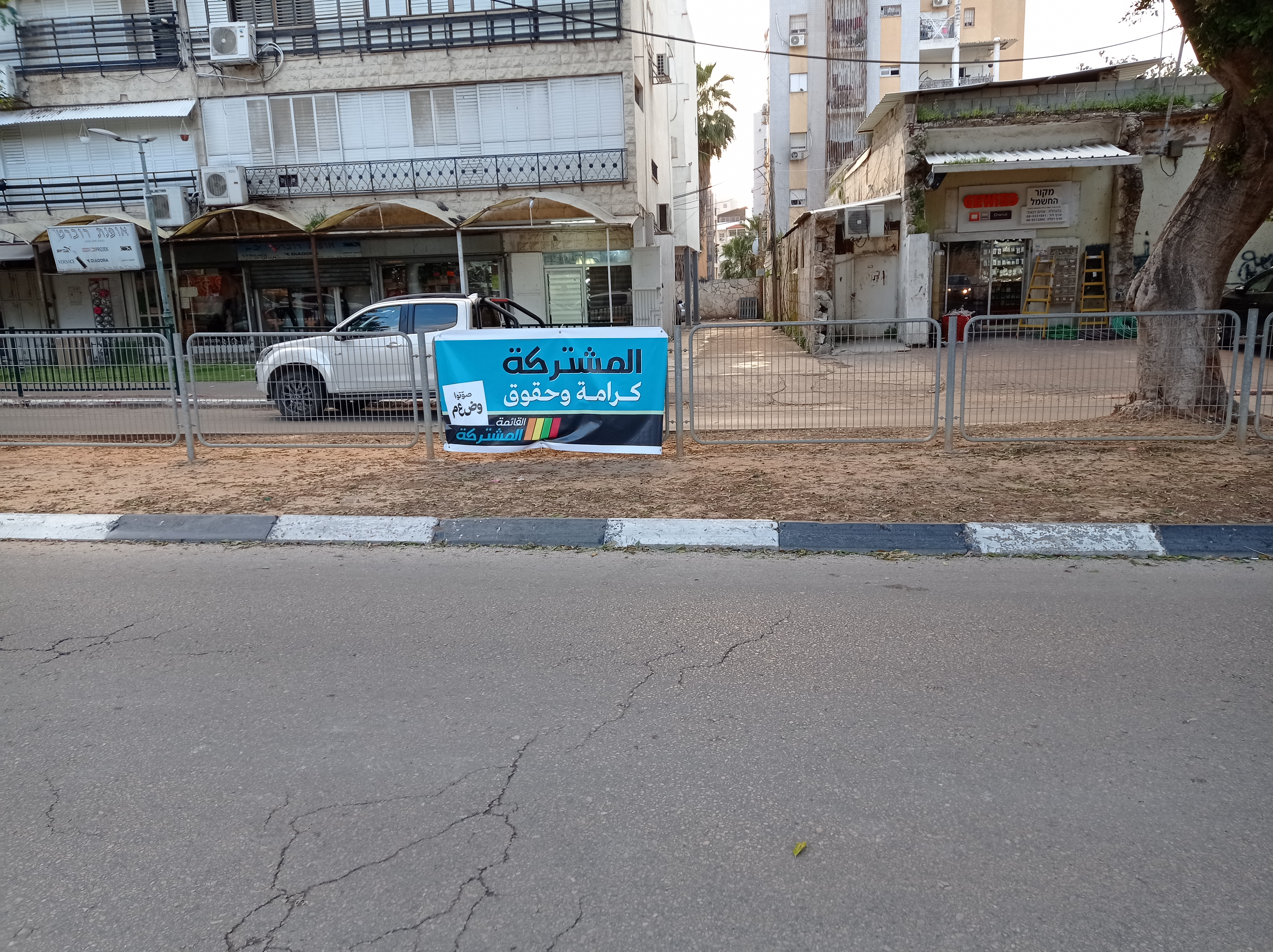
Pancarta de la Llista Conjunta a la ciutat de Lod

Segons l'acord de govern signat el 2020 entre el Likkud i Blau i Blanc, les eleccions s'havien de fer 36 mesos després de la constitució del govern i d'haver-se repartit el temps com a primer ministre entre Binyamín Netanyahu i Benny Gantz. Amb tot, la llei estipulava que si el pressupost pel 2020 no s'aprovava abans del 23 de desembre, s'havien de convocar eleccions. La manca d'entesa entre els socis de govern causà que no fos possible aprovar el pressupost. El 22 de desembre de 2020 la Kenésset rebutjà per 49 vots contra 47 una moció per a donar més temps per fer el pressupost i a la mitjanit següent es dissolgué la Kenésset i es convocaren les eleccions.
Les eleccions foren convocades a poques setmanes de l'inici del judici per corrupció contra Netanyahu i en el moment que començava la campanya de vaccinació contra la Covid-19. El judici contra el primer ministre es reprengué el 8 de febrer i Netanyahu es declarà innocent de les acusacions de suborn, frau i abús de confiança.
En el moment de la convocatòria de les eleccions, les enquestes preveien una baixada del Likkud de Netanyahu, cada vegada més sol, que havia patit la sortida del seu diputat Gideon Sa'ar que va crear el partit Nova Esperança que podria recollir molts dels vots descontents amb Netanyahu; i també una forta baixada del Blau i Blanc de Gantz, que perdia molt de suport després que pactés repartir-se el govern amb Netanyahu i que ja patí la sortida dels altres partits que formaven part de la coalició després del pacte de govern.
La facció parlamentària Derech Eretz formada pels parlamentaris Hendel i Hauser, antics membres de Telem elegits a la llista de la coalició Blau i Blanc però que havien deixat el Telem per donar suport al govern de Netanyahu amb Gantz, va anunciar que s'unien a Nova Esperança.
El 29 de desembre de 2020, Ron Huldai, batlle de la ciutat de Tel-Aviv, va anunciar la creació d'un nou partit de centre-esquerra, anomenat Els Israelians. Se li uní el ministre de justícia Avi Nissenkorn i el parlamentari Einav Kabla, que abandonaren el partit Blau i Blanc. La creació del partit tingué lloc en un moment en què el fins llavors partit de Huldai, el Partit Laborista Israelià, es trobava a un pas de la desaparició segons les enquestes després que, contradient les seves promeses, s'uní al govern de Binyamín Netanyahu després de les anteriors eleccions. Malgrat que les primeres enquestes li donaven fins a vuit diputats, es van anar desinflant, sobretot després de la revifalla del Partit Laborista amb l'elecció com a líder de Merav Michaeli, fins que les enquestes deien que no sobrepassarien el llindar electoral i finalment, després de converses infructuoses per a presentar-se conjuntament amb el Partit Laborista, el 4 de febrer van decidir no presentar-se.
El 10 de gener de 2021, el partit Telem anuncià que es presentaria en solitari a les eleccions i no amb Yeix Atid, partit amb el qual compartia grup parlamentari. Tots dos havien format part de la coalició Blau i Blanc en les anteriors eleccions. Finalment, davant de les males perspectives que auguraven les enquestes, el primer de febrer anunciaren que no es presentarien.
L'11 de gener de 2021, el partit Tkuma anuncià que es presentaria en solitari i no com a part de la coalició Yamina. Posteriorment, pressionats pel primer ministre Netanyahu que veia la possibilitat que en solitari no aconseguissin sobrepassar el llindar electoral i es perdessin aquests vots pel seu bloc de dretes, pactà presentar-se juntament amb el partit d'ultra dreta kahanista Otzma Yehudit. El partit Noam també formaria part de la llista, anomenada Sionisme Religiós, atès que ja havia signat anteriorment un acord amb Otzma Yehudit. El líder opositor Yair Lapid va criticar el pacte i va demanar als votants del Likkud que reconsideressin el seu vot. Amb tot, Netanyahu assegurà que, encara que molt probablement Tkuma formaria part del seu hipotètic govern, els kahanistes no en formarien part. També prometé que Nael Zoabi, el primer àrab musulmà que formava part de la llista del Likkud, en el lloc 39, seria ministre per l'avanç de la societat àrab.
Per la seva banda, l'anterior coalició Yamina quedà integrada només pel partit Nova Dreta de Naftali Bennett i Ayelet Shaked que incorporà com a número tres de la llista el batlle de Sederot, Alon Davidi.
La Llar Jueva, que havia abandonat la coalició Yamina després de les anteriors eleccions per entrar al govern i el seu líder Rafi Peretz fou nomenat ministre d'Afers de Jerusalem i Patrimoni, decidí a l'últim moment no presentar-se a les eleccions i donar suport a Yamina. A canvi, la seva líder Hagit Moshe seria ministra si Yamina formava part del govern.
La Llista Àrab Unida decidí presentar-se en solitari i no com a part de la Llista Conjunta com en les anteriors eleccions. Aquest partit, considerat musulmà conservador, demanava que tota la Llista Conjunta votés unida en contra de propostes relacionades amb el col·lectiu LGBT i també volia més llibertat per votar amb la dreta. El líder del partit, Mansour Abbas ha defensat aconseguir aliances amb Netanyahu i partits de la dreta amb la intenció de servir millor a la població àrab. Precisament, Netanyahu ha`via fet esforços per tal d'aconseguir vots àrabs en aquestes eleccions, amb una visita a Natzaret on rebé el suport del seu batlle i amb la inclusió, per primera vegada, d'un musulmà a la llista del Likkud.
El partit Guéixer, que a les anteriors eleccions havia anat en coalició amb el Partit Laborista i Mérets, però que abandonà la coalició per formar part del govern de Netanyahu i ser nomenada la seva líder Orly Levy com a ministra del recent creat Ministeri d'Avenços i Apoderament Comunitari, en aquestes eleccions es presentà com a part de la candidatura del Likkud i la seva líder Orly Levy ocupà el lloc 26è de la llista.

## Sistema electoral
Els 120 escons de la Kenésset són elegits per representació proporcional en una llista tancada en una única circumscripció nacional. Perquè una llista obtingui representació ha d'aconseguir superar el 3,25% dels vots. En gairebé tots els casos, això equival a obtenir un mínim de quatre escons, tot i que en algun cas en pot obtenir només tres.
Un cop determinades les llistes que han superat el llindar, se sumen tots els vots a aquestes llistes i es divideixen per 120. El nombre resultant serà "la mesura". Cada partit rebrà els escons resultants de dividir els seus vots per "la mesura". Això provoca que es reparteixin menys de 120 escons. Els escons sobrants es reparteixen amb la que és coneguda com a Llei Bader-Ofer. La manera de distribuir aquests escons sobrants és dividir el nombre de vots de cada llista pel nombre d'escons aconseguits més un. La llista amb un indicador més alt, rep el primer dels escons sobrants; acte seguit, els vots d'aquesta llista es tornen a dividir pels escons aconseguits després d'aquesta distribució i es torna a aplicar el mateix mètode fins que tots els escons sobrants s'han repartit.
A més, dues llistes poden formar una aliança electoral per a compartir els vots sobrants de forma que quan s'aplica la Llei Bader-Ofer se sumen els vots de tots dos, tenint així més opcions d'aconseguir els escons no repartits. Per a saber quina de les dues llistes rep l'escó sobrant assignat, s'aplica el mateix mètode entre les dues llistes i la que té un indicador més alt l'aconsegueix.
Per a aquestes eleccions, les aliances electorals per als vots sobrants foren les següents:
- Yamina i Nova Esperança[26]
- Yeix Atid i Israel Beitenu[26]
- Blau i Blanc i Nou Partit Econòmic[27]
- Likkud i Partit Sionista Religiós[28]
- Partit Laborista i Mérets[15]
- Xas i Judaisme Unit de la Torà[15]

## Resultats

### Resultat global

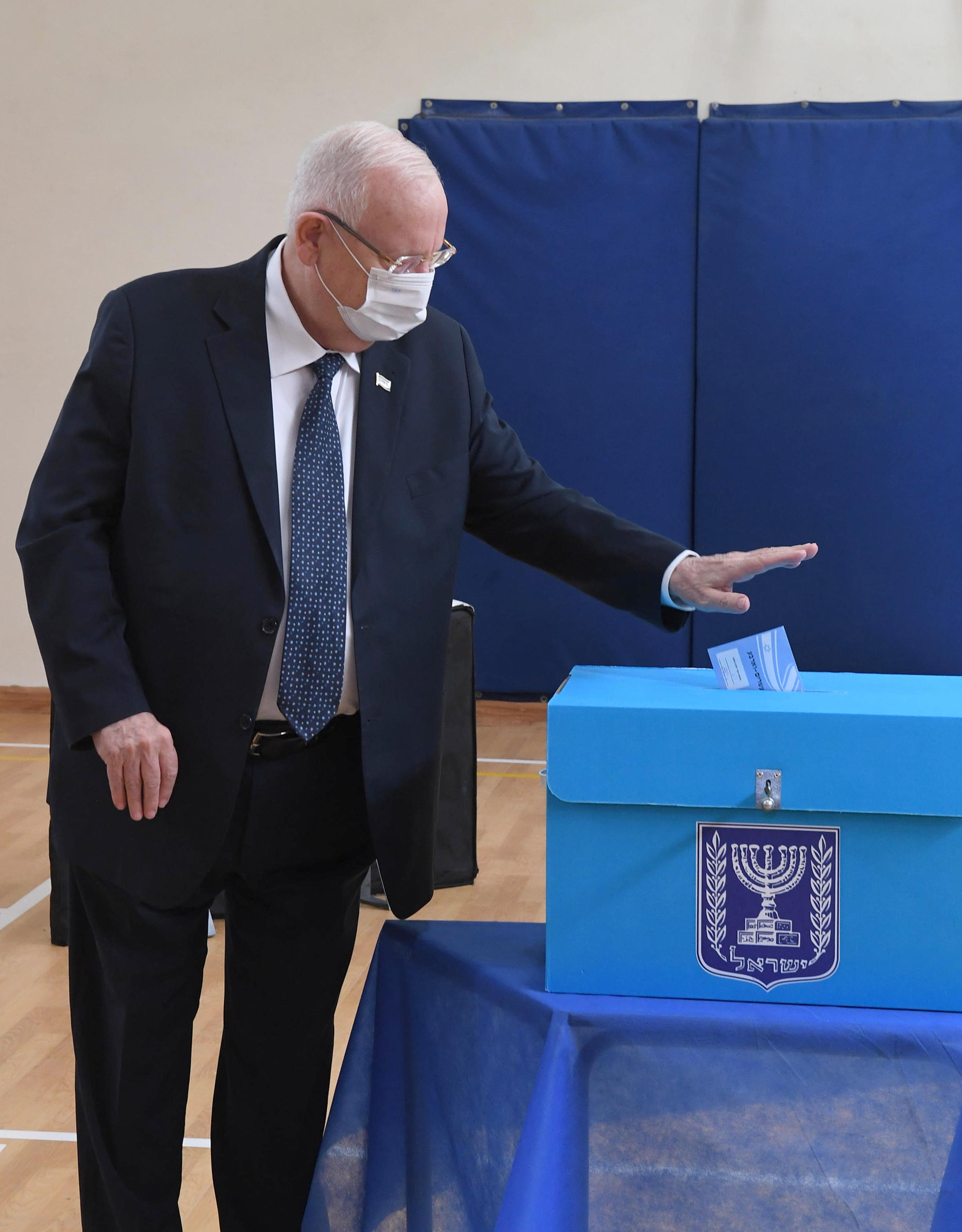
El president d'Israel Reuven Rivlin exercint el seu dret de vot

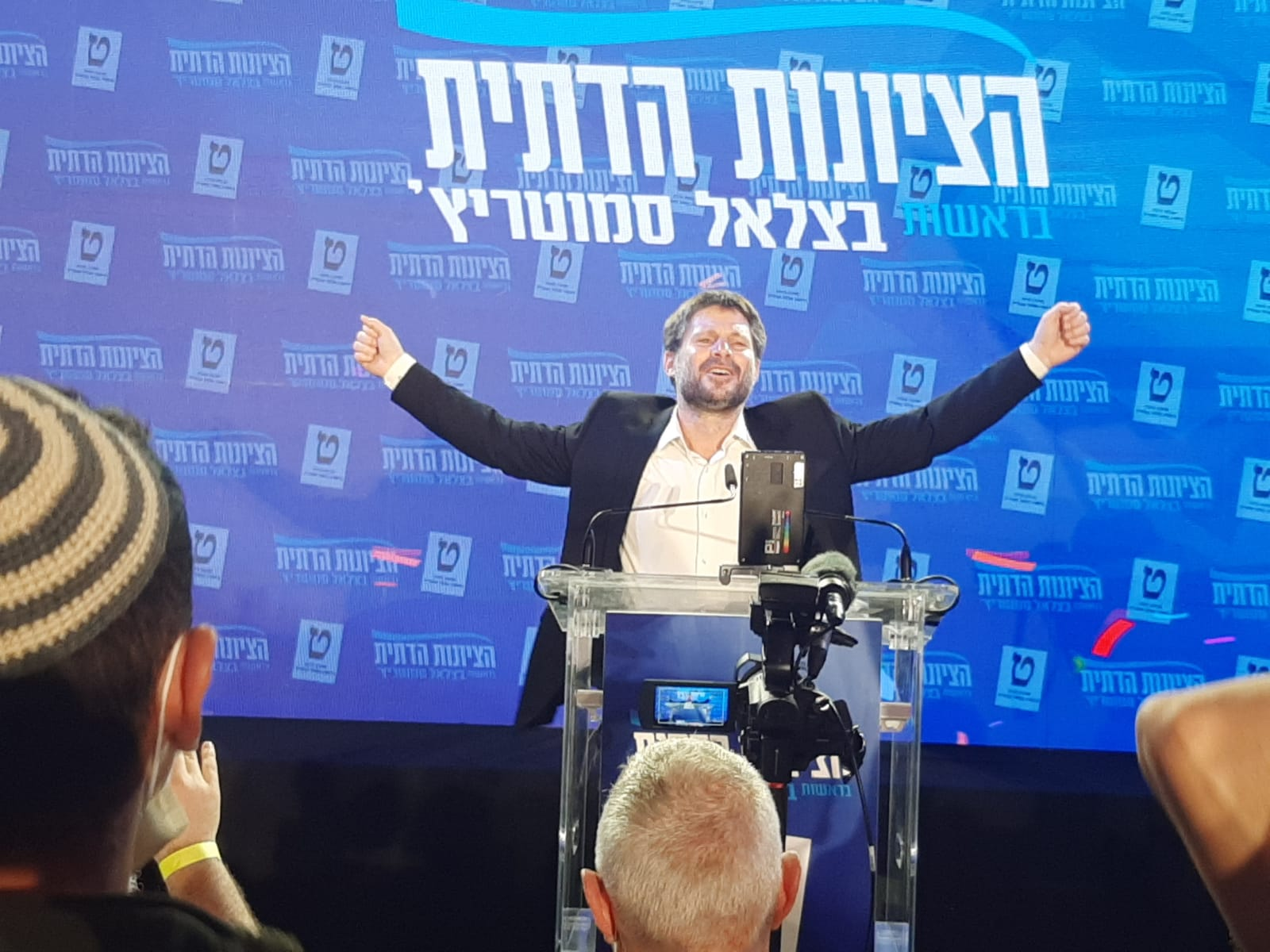
Bezalel Smotrich, líder del Partit Sionista Religiós, celebra el resultat electoral de la seva candidatura

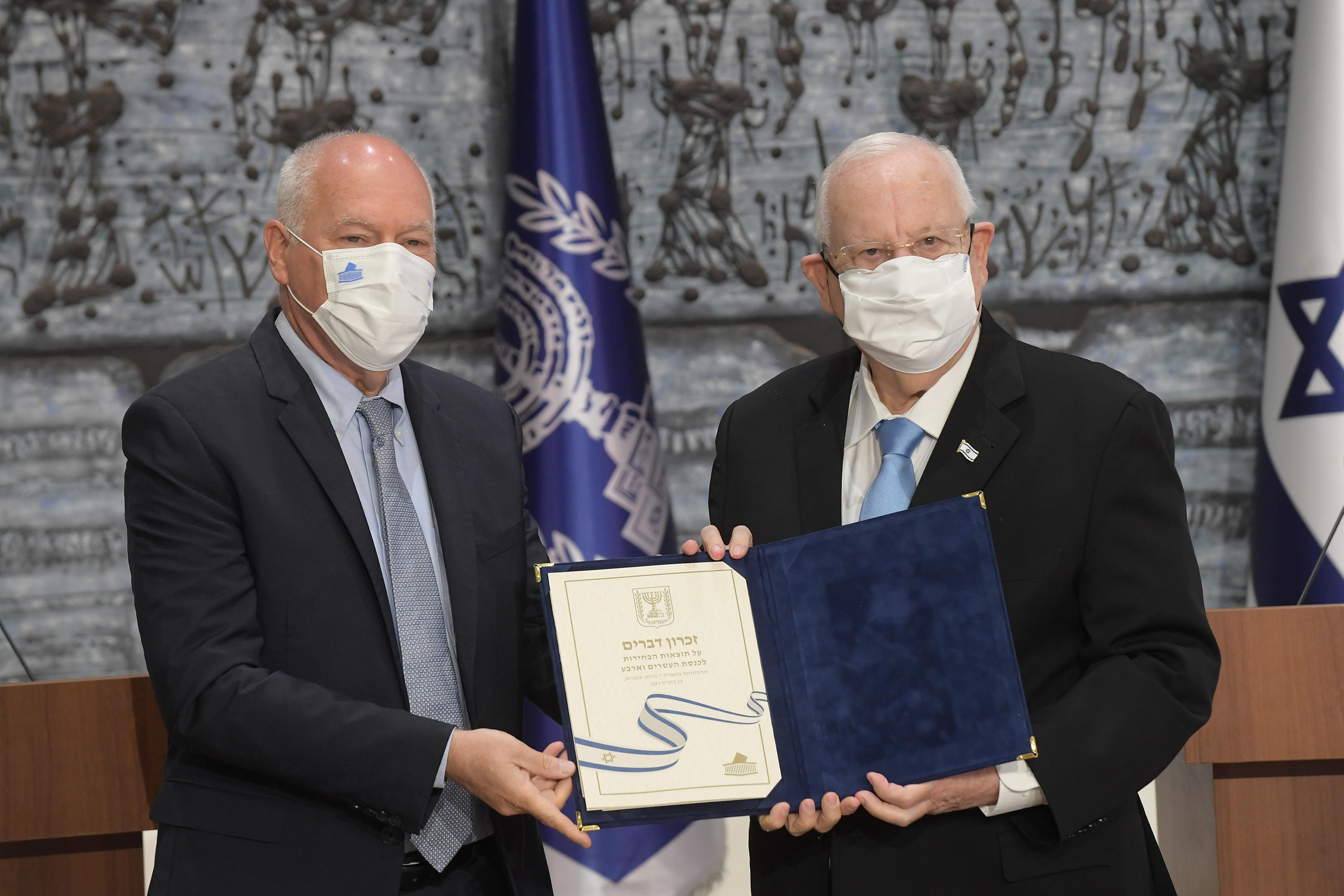
El president del comitè electoral, Uzi Vogelman, presenta els resultats de les eleccions al president d'Israel, Reuven Rivlin

Tretze partits aconseguiren superar el llindar electoral del 3,25% i entrar a la Kenésset, mentre continuava el bloqueig polític atès que cap dels blocs aconseguia una majoria que li permetés governar. El bloc de partits que donaven suport indiscutible a Binyamín Netanyahu format pel seu partit, el Likkud, i els ultraortodoxos Xas i Judaisme Unit de la Torà i l'ultradreta religiosa del Partit Sionista Religiós sumaven un total de 52 escons, lluny dels 61 necessaris per arribar a la majoria absoluta. El bloc de partits contraris aconseguí 57 escons, però és un bloc amb una gran diversitat ideològica que faria molt difícil un pacte entre ells. Al mig restaven Yamina, partit de dreta religiosa que ja havia pactat amb Netanyahu anteriorment però se n'havia allunyat recentment, i els islamistes de la Llista Àrab Unida, que en cap moment havien descartat un pacte amb Netanyahu tot i que això seria difícilment assumible per alguns dels seus socis. Dies després de les eleccions, Ayoub Kara, membre del Likkud, es va reunir amb Mansour Abbas, líder de la Llista Àrab Unida i va referir-se a «el nou Ra’am pragmàtic que no nega l'existència d’Israel i vol ser un soci en les decisions nacionals». Un altre membre del Likkud, David Bitan, va comentar: “Podríem entendre’ns amb Llista Àrab Unida.”. També Yair Lapid, líder de Yeix Atid, inicià conversacions amb aquest partit àrab.
El resultat detallat és el següent:
| ← Eleccions a la Kenésset, 23-3-2021 → |                                   |           |       |        |     |
|                                        |                                   |           |       |        |     |
| Candidatura                            | Candidatura                       | Vots      | %     | Escons | +/– |
|                                        | Likkud                            | 1.066.892 | 24,19 | 30     | 7   |
|                                        | Yeix Atid                         | 614.112   | 13,93 | 17     | ▲4  |
|                                        | Xas                               | 316.008   | 7,17  | 9      | =   |
|                                        | Blau i Blanc                      | 292.257   | 6,63  | 8      | 7   |
|                                        | Yamina                            | 273.836   | 6,21  | 7      | ▲4  |
|                                        | Partit Laborista                  | 268.767   | 6,09  | 7      | ▲4  |
|                                        | Judaisme Unit de la Torà          | 248.391   | 5,63  | 7      | =   |
|                                        | Israel Beitenu                    | 248.370   | 5,63  | 7      | =   |
|                                        | Partit Sionista Religiós          | 225.641   | 5,12  | 6      | ▲4  |
|                                        | Llista Conjunta                   | 212.583   | 4,82  | 6      | 5   |
|                                        | Nova Esperança                    | 209.161   | 4,74  | 6      | Nou |
|                                        | Mérets                            | 202.218   | 4,59  | 6      | ▲3  |
|                                        | Llista Àrab Unida                 | 167.064   | 3,79  | 4      | =   |
|                                        | Nou Partit Econòmic               | 34.883    | 0,79  | 0      | Nou |
|                                        | Altres partits                    | 29.869    | 0,68  | 0      | –   |
| Total                                  | Total                             | 4.410.052 | 100   | 120    | –   |
|                                        |                                   |           |       |        |     |
| Vots vàlids                            | Vots vàlids                       | 4.410.052 | 99,41 |        |     |
| Nuls/Blancs                            | Nuls/Blancs                       | 26.313    | 0,59  |        |     |
| Total                                  | Total                             | 4.436.365 | 100   | 120    | 0   |
| Votants registrats / participació      | Votants registrats / participació | 6.578.084 | 67,44 |        |     |

Notes:
1. ↑   Forma part de la llista del Likkud el partit Guéixer, que en les passades eleccions havia aconseguit un diputat anant en coalició amb el Partit Laborista i Mérets.
2. 1 2   En les anteriors eleccions, es presentaren en la coalició Blau i Blanc els partits Resiliència per a Israel, Yeix Atid i Telem. Després de les eleccions es va desfer l'aliança i el partit Resiliència per a Israel continuà fent servir el nom Blau i Blanc.
3. 1 2   En les anteriors eleccions, es presentaren en la coalició Yamina els partits Israel, Tkuma i La Llar Jueva. Després de les eleccions, La Llar Jueva, que tenia un únic parlamentari, abandonà la coalició per unir-se al govern de Netanyahu. Abans de les eleccions de 2021 també Tkuma abandonà la coalició i es presentà en una llista que incloïa membres d'Otzma Yehudit i Noam.
4. 1 2   En les anteriors eleccions, es presentaren en una coalició formada pel Partit Laborista Israelià, Mérets i Guéixer. La coalició es trencà després de les eleccions.
5. 1 2   En les anteriors eleccions, la Llista Àrab Unida formava part de la Llista Conjunta

### Resultats a les 20 ciutats més grans
| Ciutat               | Vots a candidatures (%) | Vots a candidatures (%) | Vots a candidatures (%) | Vots a candidatures (%) | Vots a candidatures (%) | Vots a candidatures (%) | Vots a candidatures (%) | Vots a candidatures (%)  | Vots a candidatures (%)  | Vots a candidatures (%) | Vots a candidatures (%) | Vots a candidatures (%) | Vots a candidatures (%) | Vots a candidatures (%) | Participació (%) |
| Ciutat               | Likkud                  | Yeix Atid               | Xas                     | Blau i Blanc            | Yamina                  | Partit Laborista        | Israel Beitenu          | Judaisme Unit de la Torà | Partit Sionista Religiós | Llista Conjunta         | Nova Esperança          | Mérets                  | Llista Àrab Unida       | Resta                   | Participació (%) |
| -------------------- | ----------------------- | ----------------------- | ----------------------- | ----------------------- | ----------------------- | ----------------------- | ----------------------- | ------------------------ | ------------------------ | ----------------------- | ----------------------- | ----------------------- | ----------------------- | ----------------------- | ---------------- |
| Jerusalem            | 20,61                   | 5,61                    | 15,75                   | 3,29                    | 6,65                    | 3,96                    | 1,97                    | 23,56                    | 9,25                     | 1,11                    | 3,40                    | 3,69                    | 0,16                    | 0,99                    | 59,10            |
| Tel Aviv-Jaffa       | 16,97                   | 22,04                   | 3,63                    | 10,74                   | 3,64                    | 14,76                   | 3,66                    | 0,78                     | 1,71                     | 1,93                    | 4,17                    | 13,98                   | 0,47                    | 1,52                    | 60,01            |
| Haifa                | 21,37                   | 19,51                   | 2,62                    | 8,14                    | 4,77                    | 6,83                    | 9,34                    | 3,68                     | 2,63                     | 7,14                    | 5,45                    | 6,29                    | 0,36                    | 1,87                    | 55,11            |
| Rixon le-Tsiyyon     | 31,59                   | 21,12                   | 3,81                    | 9,29                    | 6,22                    | 4,76                    | 8,11                    | 0,54                     | 2,78                     | 0,06                    | 7,44                    | 2,42                    | 0,01                    | 1,85                    | 64,22            |
| Pétah Tiqvà          | 27,46                   | 16,41                   | 7,35                    | 7,04                    | 8,85                    | 4,11                    | 7,73                    | 4,20                     | 6,97                     | 0,06                    | 5,88                    | 2,24                    | 0,01                    | 1,69                    | 66,74            |
| Asdod                | 30,69                   | 10,38                   | 13,76                   | 3,66                    | 4,87                    | 1,56                    | 13,20                   | 12,10                    | 2,98                     | 0,03                    | 4,66                    | 0,71                    | 0,02                    | 1,38                    | 60,00            |
| Netanya              | 35,08                   | 13,91                   | 10,65                   | 6,17                    | 6,57                    | 3,15                    | 8,22                    | 2,82                     | 4,75                     | 0,05                    | 5,24                    | 1,62                    | 0,03                    | 1,74                    | 60,03            |
| Beerxeba             | 42,12                   | 9,62                    | 7,76                    | 4,79                    | 7,12                    | 3,23                    | 9,65                    | 0,78                     | 5,40                     | 0,38                    | 5,64                    | 1,53                    | 0,21                    | 1,77                    | 57,43            |
| Holon                | 34,54                   | 17,06                   | 9,05                    | 7,55                    | 6,02                    | 4,74                    | 6,36                    | 0,70                     | 2,89                     | 0,07                    | 6,73                    | 2,43                    | 0,01                    | 1,85                    | 61,12            |
| Bené-Berac           | 3,78                    | 0,66                    | 27,74                   | 0,34                    | 0,82                    | 0,25                    | 0,41                    | 60,75                    | 4,42                     | 0,01                    | 0,40                    | 0,14                    | 0,01                    | 0,27                    | 74,37            |
| Ramat Gan            | 21,78                   | 23,36                   | 3,10                    | 11,21                   | 5,74                    | 10,22                   | 4,56                    | 0,80                     | 2,95                     | 0,27                    | 6,34                    | 7,57                    | 0,03                    | 2,07                    | 64,76            |
| Rehobot              | 26,33                   | 18,07                   | 6,76                    | 7,40                    | 6,85                    | 6,62                    | 6,04                    | 3,56                     | 6,19                     | 0,14                    | 5,79                    | 4,62                    | 0,03                    | 1,59                    | 66,78            |
| Ascaló               | 40,02                   | 9,31                    | 9,91                    | 4,08                    | 6,10                    | 2,15                    | 14,53                   | 0,78                     | 5,05                     | 0,06                    | 5,54                    | 0,87                    | 0,04                    | 1,58                    | 58,57            |
| Bat Yam              | 35,77                   | 13,75                   | 8,65                    | 4,99                    | 4,77                    | 3,07                    | 15,21                   | 0,84                     | 3,76                     | 0,17                    | 5,32                    | 1,67                    | 0,04                    | 1,99                    | 48,58            |
| Betxèmeix            | 18,30                   | 2,36                    | 18,24                   | 1,78                    | 6,44                    | 0,72                    | 2,54                    | 35,89                    | 10,36                    | 0,03                    | 2,10                    | 0,29                    | 0,02                    | 0,94                    | 61,61            |
| Kfar Saba            | 20,98                   | 26,27                   | 2,75                    | 10,99                   | 5,76                    | 10,48                   | 4,51                    | 0,43                     | 2,72                     | 0,15                    | 5,99                    | 7,39                    | 0,03                    | 1,55                    | 69,91            |
| Hertseliyya          | 21,07                   | 26,74                   | 3,05                    | 12,57                   | 4,88                    | 9,33                    | 4,39                    | 0,82                     | 1,74                     | 0,17                    | 5,45                    | 8,29                    | 0,02                    | 1,50                    | 65,32            |
| Hadera               | 37,13                   | 14,51                   | 7,61                    | 7,05                    | 5,76                    | 4,68                    | 8,41                    | 0,95                     | 3,42                     | 0,14                    | 6,06                    | 2,29                    | 0,05                    | 1,94                    | 59,08            |
| Modiin-Maccabim-Reut | 20,27                   | 24,18                   | 1,65                    | 10,61                   | 12,07                   | 8,69                    | 3,43                    | 0,39                     | 3,92                     | 0,08                    | 7,64                    | 5,77                    | —                       | 1,31                    | 74,92            |
| Natzaret             | 3,92                    | 1,19                    | 0,12                    | 0,18                    | 0,02                    | 0,64                    | 0,16                    | 0,02                     | 0,00                     | 64,73                   | 0,32                    | 3,95                    | 23,92                   | 0,82                    | 39,03            |

## Formació de govern

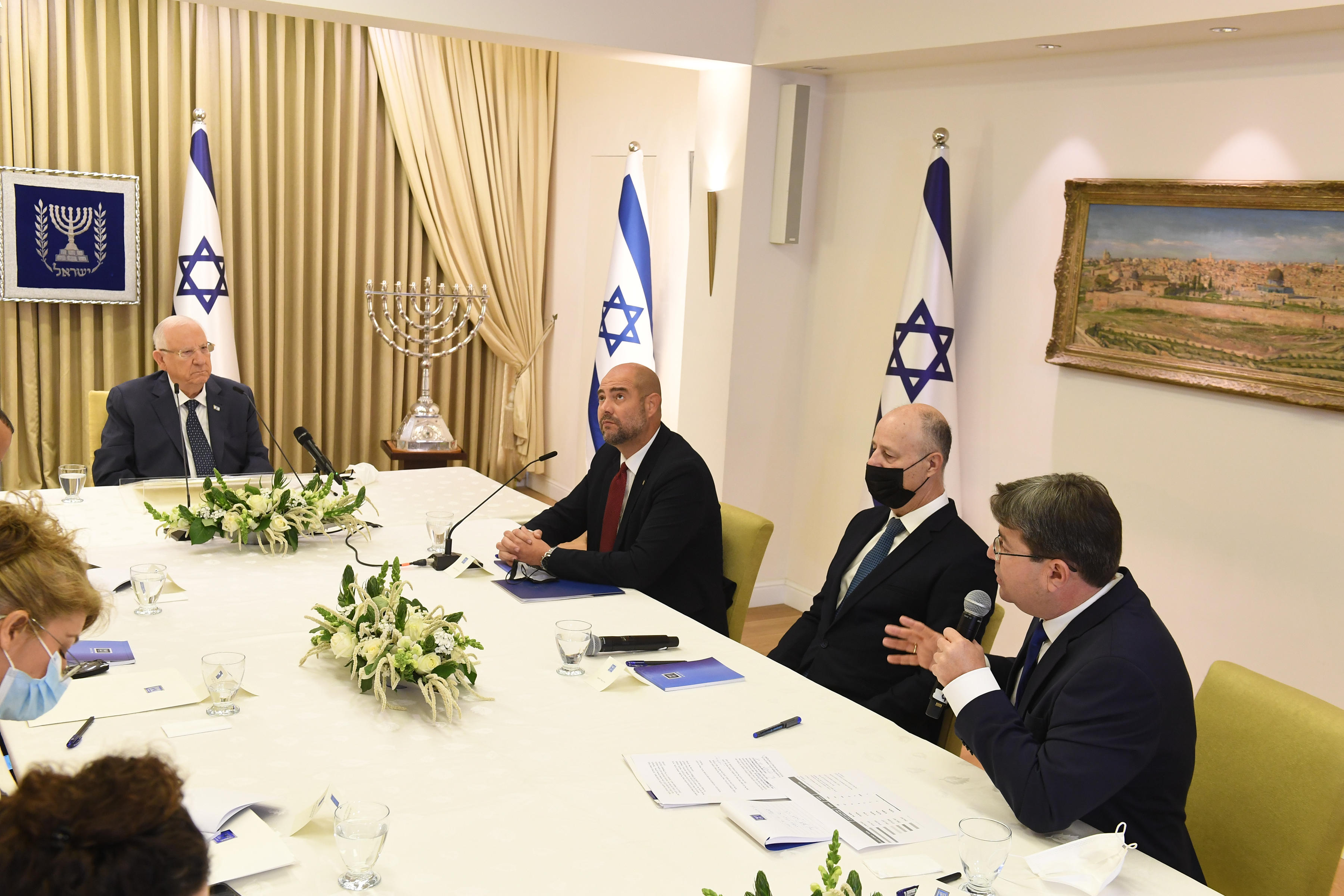
El president Rivlin amb els representants del Likkud durant la ronda de consultes per a la formació de govern

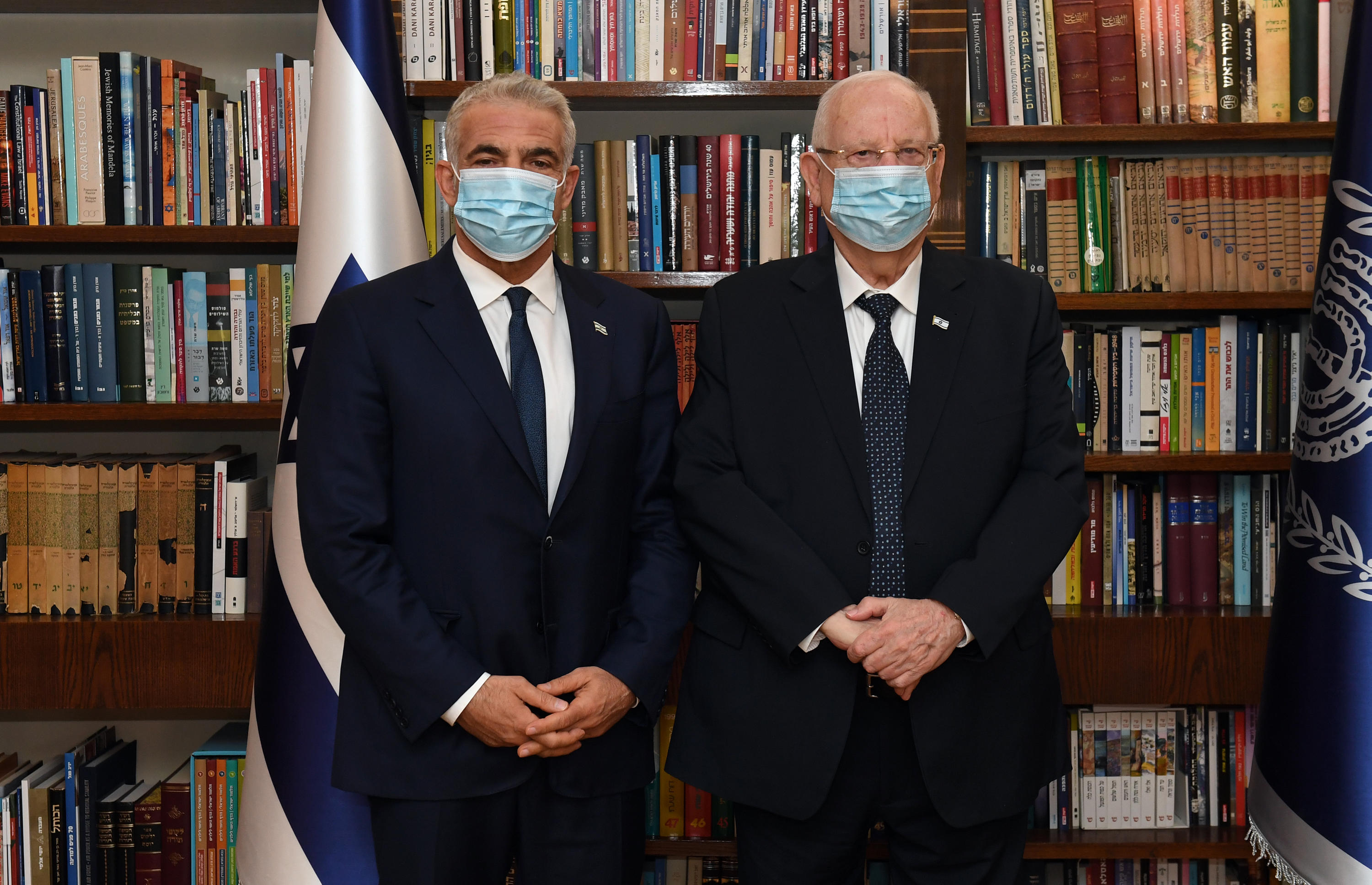
El president Rivlin es reuneix amb Yair Lapid el 5 de maig de 2021. Després d'aquesta ronda de converses Rivlin li donà a Lapid l'encàrrec de formar govern.

El 6 d'abril, el president Reuven Rivlin li atorgà l'encàrrec de formar govern a Binyamín Netanyahu. Després d'haver-se reunit amb representants de tots els partits constatà que Netanyahu tenia el suport de 52 parlamentaris, sense arribar a la majoria absoluta de 61, però sent qui tenia més suports. A partir d'aquest moment, Netanyahu tenia 28 dies per a provar de formar govern. El mateix president digué que tenia la impressió que cap dels candidats tenia opció de formar una coalició de govern i que era un problema haver de nomenar un candidat que estava encausat en un procediment judicial però que la llei ho permetia i, per tant, ell no entrava en aquest debat. El líder de Yeix Atid, Yair Lapid, tenia el suport de 45 parlamentaris mentre que Naftali Bennett tenia el suport dels 7 membres de Yamina. Nova Esperança i els dos partits àrabs, la Llista ConjuntaConjunta i la Llista Àrab Unida, no recomanaren cap candidat. Al mateix temps, Yamina i Yeix Atid iniciaren converses per a un govern d'unitat en el qual Benet seria primer ministre durant els primers dos anys i després ho seriar Lapid.
Passat el període establert de 28 dies, Netanyahu no aconseguí el suport necessari per a formar govern. Llavors, el president Rivlin encarregà a Yair Lapid la formació de govern, qui obtingué la recomanació de 56 parlamentaris, incloent-ne 5 dels sis de la Llista Conjunta (tots excepte el representant de Balad, que no recomanà ningú). Els membres de Yamina recomanaren el seu líder Bennet, els de la Llista Àrab Unida no recomanaren ningú i la resta demanà passar a la Kenésset el mandat per a elegir un possible candidat. Durant aquest període s'inicià una onada de protestes per part dels àrabs de Jerusalem Est relacionada amb un litigi per la propietat de diversos habitatges al barri de Sheikh Jarrah. Aquestes protestes portaren a una espiral de violència entre àrabs i jueus a Jerusalem i altres ciutats israelianes amb població àrab i jueva. L'organització Hamàs, que controla la Franja de Gaza, inicià llavors un llançament massiu i indiscriminat de coets contra ciutats israelianes que portaren Israel a atacar posicions de Hamàs a Gaza. quan després d'onze dies de conflicte s'acordà un alto el foc.
El 30 de maig, Naftali Bennet anuncià que havia arribat a un acord amb Yair Lapid per a formar un govern que liderarien de forma rotatòria dos anys cadascú. En els dies anteriors, Yeix Atid, el partit de Lapid, ja havia arribat a acords amb el Partit Laborista i Mérets i Israel Beitenu. El 2 de juny a la nit, 25 minuts abans que expirés el termini, Yair Lapid telefonà al president Rivlin per a comunicar-li que havia aconseguit un acord de govern, després de signar un document amb tots els partits que s'oposaven a Netanyahu.
Finalment, el 13 de juny la Knésset elegí Naftali Bennett com a primer ministre, posant fi així a dotze anys de govern de Netanyahu. La sessió ha estat molt tensa per les protestes d'alguns dels parlamentaris de l'oposició i, fins i tot, Yair Lapis renuncià a pronunciar el seu discurs. Netanyahu feu una dura crítica al nou govern tot dient que era un govern que afeblia el país davant de la comunitat internacional, que era un govern dividit sense una posició global i que a l'Iran celebraven la formació d'aquest govern perquè seria feble i inestable. També digué del partit de Bennet que era una «falsa dreta» i els ha acusat de desertors; i que aquest govern promouria lleis feixistes i antidemocràtiques i que el tombaria més aviat del que la gent es pensava. El resultat de la votació fou de 60 vots a favor, 59 en contra i una abstenció. S'esperaven 62 vots a favor, atès que eren els parlamentaris dels partits que donaven suport al govern, però un membre de Yamina hi va votar en contra i un de la Llista Àrab Unida es va abstindre. Tres membres de la Llista Conjunta s'esperaven fora de la cambra amb la intenció d'abstenir-se si finalment el nou govern no aconseguia els vots necessaris, però van entrar a votar en contra un cop era segur que aconseguiria la majoria simple necessària. L'acord de govern preveia que el 27 d'agost de 2023, Yair Lapid agafaria el relleu com a primer ministre i que l'acció de govern se centraria en l'economia i en temes socials, emfatitzant la recuperació després de la pandèmia de Covid-19.
Un cop investit com a primer ministre, Bennet rebé la telefonada del president dels Estats Units Joe Biden, qui el felicità i li expressà els seus desitjos de d'estrènyer llaços entre els dos països. El nou primer ministre agraí la telefonada i el seu compromís amb Israel i la seva seguretat.